# Macrocheles peniculatus
Espèce
Macrocheles peniculatus est une espèce d'acariens de la famille des Macrochelidae.